# Cygnus NG-14
Cygnus NG-14, anteriorment conegut com a CRS OA-14, fou el quinzè vol de la nau espacial de subministrament no tripulada Cygnus de Northrop Grumman i el seu catorzè vol a l'Estació Espacial Internacional en virtut del Commercial Resupply Services (CRS) amb la NASA. La missió es va iniciar el 3 d'octubre de 2020, a les 01:16:14 UTC i va finalitzar el 26 de gener de 2021 a les 20:23 UTC amb la destrucció de la nau durant la reentrada atmosfèrica.
Orbital ATK (ara Northrop Grumman Innovation Systems) i la NASA van desenvolupar conjuntament un nou sistema de transport espacial per proporcionar serveis de subministrament de càrrega a l'Estació Espacial Internacional (EEI). Sota el programa Commercial Orbital Transportation System (COTS), Orbital ATK va dissenyar, adquirir, construir i muntar aquests components: Antares, un vehicle de llançament de classe mitjana; Cygnus, una nau espacial avançada que utilitza un mòdul de càrrega a pressió (PCM) subministrat pel soci industrial Thales Alenia Space i un mòdul de servei basat en el model de satèl·lit GEOStar.

## Història
La Cygnus NG-14 és la tercera missió Cygnus sota el contracte Commercial Resupply Services-2. La producció i la integració de les naus espacials Cygnus es realitzen a Dulles, Virgínia. El mòdul de servei Cygnus s'acoblà amb el mòdul de càrrega pressuritzada al lloc de llançament i les operacions foren dirigides des dels centres de control de Dulles, Virgínia i Houston, Texas.

## Nau espacial
Aquest fou el novè vol del Enhanced Cygnus. El NG-14 Cygnus rep el nom de " SS Kalpana Chawla ", en memòria de l'especialista en missió de la NASA que va morir amb els seus sis companys de tripulació a bord del transbordador espacial Columbia (STS-107) al 2003. «La tradició de la companyia és batejar cada Cygnus amb el nom d'una persona que ha tingut un paper fonamental en els vols espacials humans», Northrop Grumman va dir en un comunicat publicat el 8 de setembre de 2020, «Chawla va ser seleccionada en honor del seu lloc destacat a la història com la primera dona d'ascendència índia a anar a l'espai».

## Càrrega
La càrrega del contingut de la Cygnus NG-14 va començar el 9 de setembre de 2020 amb el mòdul d'experimentació Glenn SAFFIRE V de la NASA. L'acoblament de Cygnus amb el vehicle de llançament d'Antares es va produir aproximadament una setmana després, el 22 de setembre de 2020. El carenat de càrrega, semblant a una bala, es va instal·lar a dalt d'Antares el 23 de setembre de 2020. El ISS National Laboratory va fer un vídeo de tres minuts per ressaltar les càrregues que es portarien a l'EEI amb la missió Cygnus NG-14.
La nau Cygnus NG-14 és la segona missió de càrrega més pesada, portant 3,551 kg de subministraments de recerca, maquinari i equipatge:
- Subministraments per la tripulació: 850 kg
- Investigacions científiques: 1,217 kg (2.683 lliures)
- Equipament per activitats extravehiculars: 151 kg
- Maquinari: 1,230 kg
- Recursos informàtics: 71 kg

Es van afegir dos tancs de nitrogen a la càrrega de Cygnus. Això ajudarà a mantenir el component de nitrogen de la barreja d'aire de l'EEI pel recent augment de les fuites d'aire.
Multi-Needle Langmuir Probe (m-NLP), instrument de la Universitat d'Oslo i l'empresa noruega Eidsvoll Electronics per mesurar les densitats de plasma ionosfèriques. Amb la seva òrbita relativament baixa, l'Estació Espacial Internacional (EEI) passa a prop de la densitat plasmàtica màxima de la ionosfera. Actualment, l'm-NLP és l'únic instrument existent capaç de resoldre les variacions de densitat de plasma ionosfèric a escales espacials inferiors a un metre. L'm-NLP serà la primera càrrega que s'instal·larà a la plataforma Bartolomeo fora del Laboratori orbital Columbus.
L'Educational Launch of Nanosatellites (ELaNa 31) desplegà els següents CubeSats des de l'EEI: Bobcat-1, NEUTRON-1 i SPOC .
SAFFIRE V, l'experiment Spacecraft Fire, que realitza la seva cinquena (i penúltima) missió, proporcionada pel Glenn Research Center (GRC) de la NASA a Cleveland, examina amb seguretat el procés de combustió, el comportament del fum i la propagació de la flama en entorn de micro-gravetat. Els dos darrers SAFFIRE funcionaran a pressions molt inferiors a 8,2 psi i un nivell d'oxigen del 34%. Aquests representen unes condicions atmosfèriques significativament més altes que les que es troben aquí a la Terra i s'espera que augmenti el vigor energètic de les seves flames respectives. David L. Urban, Ph.D. del Centre de Recerca Glenn de la NASA a Cleveland (Ohio) és l'investigador principal d'aquesta sèrie d'experiments.
Advanced Night Repair, la companyia de cosmètics Estée Lauder també aporta 10 ampolles del seu sèrum "Advanced Night Repair" a l'EEI, on es fotografiaran les ampolles amb la Terra com a teló de fons. Estée Lauder diu que utilitzarà les imatges a les xarxes socials i a les campanyes de màrqueting i, a continuació, planeja subhastar el sèrum retornat a la Terra, amb els beneficis destinats a beneficència. Forma part d'un nou programa de la NASA que dedica el 5% de la capacitat de càrrega de l'estació espacial i el temps de la tripulació a activitats de màrqueting comercial. Estée Lauder reemborsarà la NASA al voltant de 128.000 dòlars dels EUA pels recursos utilitzats en la iniciativa de màrqueting de sèrum nocturn, segons Phil McAlister, director de desenvolupament de vols espacials comercials de la NASA.
Felix & Paul Studios EVA Camera és la primera càmera del món de realitat virtual (VR) de 3D-390 graus. La càmera està dissenyada per gravar imatges de Space Explorers: The ISS Experience project, una col·laboració entre Felix & Paul Studios, Time i Nanoracks. L'empresa estatunidenca de serveis espacials Nanoracks va adaptar la càmera per sobreviure al dur entorn de l'espai i per complir els requisits de la NASA. Els astronautes de la NASA muntaran la càmera al desplegador de microsatèl·lits Kaber de Nanoracks a l'interior de l'Estació Espacial Internacional (EEI) abans de desplegar-la a l'exterior per capturar imatges de la Terra, l'EEi i als astronautes en una activitat extravehicular en 8K VR per primera vegada.
Universal Waste Management System, un vàter modernitzat de titani de 23 milions de dòlars EUA, que permet als astronautes provar la seva funcionalitat abans que un similar sigui portat a la Lluna a la càpsula tripulada Orion. El nou vàter té aproximadament la mida de les que porten les càmper. És aproximadament un 65% més petit i un 40% més lleuger que el vàter que actualment hi ha a l'estació espacial, segons Melissa McKinley, responsable de reducció logística de la divisió de sistemes d'exploració avançada de la NASA. La NASA es va associar amb Collins Aerospace per desenvolupar el nou vàter, que els funcionaris van dir que és més adequat per a dones que l'existent a l'estació. Jim Fuller, cap de projecte del vàter de Collins Aerospace va dir que els enginyers van fabricar parts del vàter de titani per suportar l'àcid utilitzat per tractar prèviament l'orina abans que el fluid es reciclés de nou en aigua potable per als astronautes.